# Bakung (Indralaya Utara)
Bakung is een bestuurslaag in het regentschap Ogan Ilir van de provincie Zuid-Sumatra, Indonesië. Bakung telt 1698 inwoners (volkstelling 2010).